# Apatania biwaensis
Apatania biwaensis là một loài Trichoptera trong họ Apataniidae. Chúng phân bố ở miền Cổ bắc.